# Floresta Nacional de Tapirapé-Aquiri
Floresta Nacional de Tapirapé-Aquiri é uma área de conservação ambiental federal do Brasil localizada no sul estado do Pará. É administrada pelo Instituto Chico Mendes de Conservação da Biodiversidade (ICMBio).

## Localização
A Flona de Tapirapé-Aquiri está no Bioma Amazônico. Possui uma área de 196 503,94 ha (1 965,0 km²) e está situada em partes dos municípios de Marabá, São Félix do Xingu e Parauapebas, no estado do Pará. 
Após garantir a concessão para a exploração das riquezas minerais de ferro na Serra dos Carajás, o Governo Federal  criou três áreas protegidas ao redor da concessão: Área de Proteção de Gelado, a Reserva Biológica do Tapirapé e a Floresta Nacional de Tapirapé-Aquiri.
Estas áreas, junto com a Floresta Nacional de Carajás, formam um bloco contínuo ao redor da província mineral de Carajás.
Os limites das floresta são a Reserva Biológica do Tapirapé ao norte, a Floresta Nacional de Carajás ao leste, Terra Indígena Xikrin do Cateté ao sul e a Floresta Nacional do Itacaiunas ao oeste, com a qual se sobrepõe.
As áreas protegidas ao redor compreendem um território de 1 310 000 ha e isolam Tapirapé-Aquiri, que de acordo com este plano de manejo não tem população residente.